# Лебедев, Александр Аркадьевич
Алекса́ндр Арка́дьевич Ле́бедев (род. 11 марта 1950, Австрия) — протопресвитер Русской православной церкви заграницей, настоятель Спасо-Преображенского собора в Лос-Анджелесе, благочинный Южного (3-го) округа Западно-Американской епархии, секретарь по межправославным отношениям при Архиерейском Синоде Русской Зарубежной Церкви, член Межсоборного присутствия Русской Православной Церкви. Автор нескольких книг и многочисленных статей и публикаций.

## Биография
Родился 11 марта 1950 года в Австрии в лагере для беженцев. В 1951 году переехал в США.
В 1968 году рукоположен во диакона, в 1970 году — во священника.
В 1971 году окончил одновременно Свято-Троицкую духовную семинарию в Джорданвилле, аспирантуру Университета штата Нью-Йорк в Олбани и Норвичский университет штата Вермонт.
С 1973 года — докторант Йельского университета (штат Коннектикут), где получил вторую магистерскую степень по славянской лингвистике и филологии, а также получил степень доктора философии.
Преподавал в Свято-Троицкой семинарии, Норвичском и Йельском университетах.
В 1979 году возведён в сан протоиерея.
С 1982 года назначен настоятелем Спасо-Преображенский собор в Лос-Анджелесе. Будучи настоятелем собора, духовно окормляет актёров и сотрудников мировой «фабрики грёз»: «Многие из нашего прихода работают на киностудиях — это и режиссёры, и актёры. И раньше в нашем приходе также было много актёров, которые принимали активное участие в церковной жизни. Моими прихожанками были такие известные актрисы, как Натали Вуд, Сандра Ди. Также я был хорошо знаком с Юлом Бринером, который был прихожанином православного храма в Нью-Йорке».
Был участником прошедшей с 13 по 16 ноября 2002 года II конференции «История Русской Православной Церкви в ХХ-м веке» (основной тематический период 1930—1948 гг.), где выступил с докладом «Пути Русской Зарубежной Церкви в Америке (1921—1948)»
17 декабря 2003 года указом Архиерейского Собора был назначен секретарём комиссии Русской Православной Церкви Заграницей по переговорам со встречной комиссией Московского Патриархата.
В феврале 2004 года совместно со священником Серафимом Ганом был назначен редактором и веб-мастером официального интернет-узла Русской Православной Церкви Заграницей www.russianorthodoxchurch.ws.
9-10 марта 2005 года в составе делегации РПЦЗ был участником Всемирного Русского Народного Собора в Москве. Совместно с Митрополитом Смоленским и Калининградским Кириллом отвечал на вопросы журналистов во время заключительной пресс-конференции.
В апреле 2006 года по решению Архиерейского Синода Русской Зарубежной Церкви посетил Румынию и Болгарию, где встречался с предстоятелем Румынской Старостильной Церкви митрополитом Власием (Могырзаном) и предстоятелем Болгарской Старостильной Церкви епископом Триадицким Фотием (Сиромаховым).
В мае 2006 года был делегатом и член редакционной комиссии IV Всезарубежного Собора Русской Православной Церкви Заграницей, на котором выступил с докладом.
Решением состоявшегося 18-20 апреля 2007 года Архиерейского Синода РПЦЗ включён в состав официальной делегации, направленную на подписание Акта о каноническом общении, возглавляемую Митрополитом Лавром.
17 мая 2007 года в кафедральном соборном храме Христа Спасителя был участником торжественной церемонии подписания Акта о воссоединении Русской Зарубежной Церкви с Московским Патриархатом, где огласил постановления Архиерейского Синода Русской Православной Церкви Заграницей об утверждении Акта о каноническом общении.
13 мая 2008 года постановлением Архиерейского Собора Русской Православной Церкви Заграницей был определён секретарём по межправославным отношениям при Архиерейском Синоде Русской Зарубежной Церкви.
С 27 июля 2009 года член Межсоборного присутствия Русской Православной Церкви.
Решением Архиерейского Собора Русской Православной Церкви Заграницей, состоявшийся в женском монастыре Преподобномученицы великой княгини Елизаветы Феодоровны в Бухендорфе в июне 2017 года, возведён в сан протопресвитера за его долголетнее и ревностное служение Церкви. 19 августа того же года в Спасо преображенском храме на престольный праздник правящим архиереем Западно-Американской епархии архиепископом Кириллом (Дмитриевым) возведён в сан протопресвитера.
Член комиссии Межсоборного присутствия по богослужению и церковному искусству.

## Публикации
статьи
- О религиозной жизни в инославном мире (Доклад, прочитанный на 3-м Всезарубежном Соборе). // Православная Русь. 1975. — № 1 (1050).
- Оповещение из канцелярии епархиального управления Восточно-Американской и Нью-Иоркской епархии (Перенос Вознесенскаго кафедральнаго собора из Бронкса в Глен Ков). // Православная Русь. 1978. — № 1 (1123).
- Дивное торжество (Прославление свт. Ионы, епископа Ханькоускаго, в Сан-Франциско. Церковная жизнь Зарубежья). // Православная Русь. 1996. — № 21 (1570).
- Наш духовный маяк. 70-летие «Православной Руси» (Памятныя даты). // Православная Русь. 1998. — № 24 (1621).
- Окружного Послания Архиерейского Собора РПЦЗ от 1933 // История Русской Православной Церкви в XX веке (1917—1933 гг.). Материалы конференции в г. Сантендре (Венгрия) 13-16 ноября 2001. — Петрозаводск: Издание Обители Преп. Иова Почаевского в Мюнхене. — 2002. — С. 449—461
- Православная Церковь и экуменическое движение сегодня. // Православная Русь. 2002. — № 17 (1710).
- Каноническая оценка проекта «Аката о каноническом общении» // Деяния IV Всезарубежного Собора Русской Православной Церкви Заграницей (Сан-Франциско, 7-14 мая 2006 года). — М.: Изд-во Московской Патриархии Русской Православной Церкви, 2012. — 390 с. — ISBN 978-5-88017-277-1.

книги
- Плод лукавый. Происхождение и сущность Московской Патриархии. — Белл Каньон: Svan Press, 1994. — 236 с.
- Дом Божий. — М.: Изд-во Сретенского монастыря, 2009. — 47 с. — ISBN 978-5-7533-0283-0.